# Koos van Dijk
Koos van Dijk (Winschoten, 28 februari 1945) is bekend geworden als manager van Herman Brood.

## Biografie
Van Dijk werd geboren als zoon van een belastinginspecteur en groeide op in Winschoten. Hij luisterde onder de dekens naar Radio Luxembourg. Toen de plaatselijke lunchroom een jukebox aanschafte, ging Van Dijk daar na schooltijd werken om naar de muziek te kunnen luisteren. Hij was een tijdje drummer maar was te ongeduldig en ging dan maar muziekavondjes organiseren.
Volgens een oom moest Van Dijk advocaat worden. Leren trok hem echter niet; hij droomde over reizen naar verre landen. Hij hoefde niet in militaire dienst, en ging op z'n negentiende in het zuiden van Canada werken als silobouwer. Van Dijk keerde na negen maanden met veel geld en een koffer Amerikaanse soulplaten terug en kocht een sportwagen. Hij werd diskjockey, haalde zijn horecadiploma, en kocht vervolgens op z'n 25ste het plaatselijke café 't Pleintje.

## Carrière
In 1976 ontmoette Van Dijk Herman Brood in Groningen. Hij regelde een gelegenheidsbandje voor Brood en liet hem optreden in zijn café in Winschoten. Een paar dagen later stond Brood weer voor de deur. Zou hij misschien bij Van Dijk in bad kunnen? Van het een kwam het ander en al snel was Van Dijk de manager van Brood. Hij kreeg de bijnaam Kolonel Koos (naar Colonel Parker, de manager van Elvis Presley); later werd hij Coach van Dijk genoemd. Van Dijk zou Broods manager blijven tot diens dood in 2001. Nadien bleef hij de belangen van Broods erfgenamen behartigen en trad hij op tegen vervalsingen van Broods schilderijen. In die hoedanigheid raakte Van Dijk in januari 2016 in opspraak door een uitzending van het televisieprogramma Rambam. Daarin was te zien dat Van Dijk bereid was mee te werken aan het afgeven van certificaten van echtheid voor vervalsingen van schilderijen van Brood. Op basis van die uitzending besloten de erven van Brood verder onderzoek in te stellen.

## Trivia
- Van Dijk was ook de manager van T.I.M.
- In de film Wild Romance (2006), die gaat over het leven van Herman Brood, wordt hij gespeeld door Marcel Hensema.